# Tsaidüka
Railroad Valley Šošoni (Tsaidüka), jedna od zapadnošošonskih skupina domorodački nazivani Tsaidüka ili 'eaters of tule' (vrsta trske). Potomci im danas pod imenom Duckwater Shoshone žive na rezervatu Duckwater u Nevadi.
Steward (1938) navodi nekoliko njihovih logorišta, to su. Akamba (Watoya), zapadno od Mount Hamiltona; Bambasa, zapadno od Mount Hamilton; Bauduin, u Warm Springu; Bawazivi, Currant Creek; Biadoyava, na Blue Eagle Springsu; Nyala, domorodački naziv nepoznat; Suhuva, Duckwater; i Wongodupijugo, jugoistočno od Green Springa.